# 더 지니어스: 룰 브레이커 비하인드
《더 지니어스: 룰 브레이커 비하인드》는 2014년 1월 25일부터 3월 1일까지 온게임넷에서 방영된 텔레비전 프로그램이다. 《더 지니어스: 룰 브레이커》의 비하인드 프로그램에 해당한다.

## 출연진
- 이동진
- 엄재경
- 홍진호